# Олга Драхоновска-Малковска
Олга Драхоно̀вска-Малко̀вска (на полски: Olga Drahonowska-Małkowska) полска обществена деятелка, една от създателите на скаутското движение в Полша, скаутски инструктор, съавторка на скаутския химн, основателка на училища за инструктори.

## Биография
Олга Драхоновска е родена на 1 септември 1888 година в град Кшешовице, Австро-Унгария, в семейството на Зофия и Карол Драхоновски. Около 1903 година семейството се мести близо до Лвов. Олга започва да учи биология в Лвовския университет, но впоследствие се прехвърля в Лвовската музикална консерватория, където през 1910 година се дипломира като учител по пиано. Междувременно активно участва в спортните мероприятия организирани от гимнастическото дружество „Сокул“. Получава право да преподава гимнастика и физическо възпитание. Става член на организацията Полски стрелкови дружини и достига до чин поручик.
През 1911 завършва скаутски курс провеждан от Анджей Малковски, след което е избрана за дружинна на първата женска скаутска дружина – Трета дружина на скаутките „Емилия Плятерувна“. Същата година става част от Главното скаутско командване. Поради проблеми с белите дробове се мести в Закопане, където Анджей Малковски работи като учител по английски език и гимнастика. През 1913 година двамата сключват брак.
След избухването на Първата световна война (1914) Олга организира помощ за бежанци и сиропиталище за деца. Със съпругът и се стремят да създадат Подхалянска република. Заради донос и страх от арест семейство Малковски бягат в Швейцария, от където по-късно заминават за САЩ и се установяват в Чикаго. Там през 1915 година се ражда синът им. След като остава сама, Олга се завръща в Европа. В Лондон преподава полски език в училище за деца на полски емигранти. Впоследствие преподава музика и физическо възпитание. През 1921 година се връща в Закопане и се отдава на преподавателска дейност. В междувоенния период е част от Световния комитет на скаутките. През 1931 година е представителка на комитета при комисията „Грижа за младежта“ на ОН.
По време на Втората световна война Олга живее в Лондон. Там организира „Дом на полското дете“ и го ръководи до 1960 година. През 1940 година става член на Спешния световен комитет за помощ на скаутките от всички народности. През 1961 година се завръща в Закопане.
Олга Драхоновска-Малковска умира на 15 януари 1979 година в Закопане. Погребана е на закопанското енорийско гробище при улица Новотарска.